# Pillu
Pillu este o arie protejată (arie specială de conservare — SAC, sit de importanță comunitară — SCI) din Estonia întinsă pe o suprafață de 25,3 ha, integral pe uscat.

## Localizare
Centrul sitului Pillu este situat la coordonatele 58°39′12″N 25°39′24″E / 58.6534°N 25.6568°E.

## Înființare
Situl Pillu a fost declarat sit de importanță comunitară în mai 2009 pentru a proteja un număr necunoscut de specii din flora spontană și fauna sălbatică aflate în arealul zonei. Situl a fost protejat și ca arie specială de conservare în aprilie 2009.

## Biodiversitate
Situată în ecoregiunea boreală, aria protejată conține 3 habitate naturale: Mlaștini alcaline, Păduri fino-scandinave bogate în ierburi cu Picea abies, Păduri caducifoliate de mlaștină fino-scandinave.
La baza desemnării sitului se află un număr nedeclarat de specii protejate.